# Anda Róza
Anda Róza írói álnév, amit báró mollbergi Wimpffen Beatrix Antónia használt (? 1808 – Pest, 1844. október 19.) német származású magyar költő, író.

## Élete
Apja Dagobert von Wimpffen (1765–1836), anyja bethlenfalvi Erős Antónia volt. Bár a modern lexikonok, adattárak zöme mint Bethlen János feleségét említik, valójában sem Bethlen János politikussal, sem Bethlen János katonatiszttel nem volt kapcsolatban. Férje egy bizonyos Bethleny kisbethleni vagy  Bethlenyi N. névvel jelzett, jelenleg ismeretlen származású férfi volt. Egyebekben magánéletéről, leszármazottairól nem tudni sokat: nekrológjában magányosan élőként írják, ugyanakkor a leggondosabb anya jelzővel illetik, tehát feltehető, hogy volt gyermeke.
Írásai  a Honderű című lapban jelentek meg, önálló kötetéről nem tudunk. Saját kísérőlevele szerint előfordult, hogy nem saját írását adta közre, hanem fordított franciából vagy németből - bevallva, hogy egy-egy kifejezést meghagyott eredetiben, ha nem találta a megfelelő magyar kifejezést. Megítélése ellentmondásos: egyfelől nem tagadható, hogy írásai népszerűek voltak elsősorban a női olvasók körében, különösen, hogy olyan ritka témákkal is foglalkozott, mint a női szépségápolás (Fresco-festészet - egy nap egy római hölgy életéből). Egy-egy írását még az 1930-as évekig közzétette némelyik lap, e tekintetben művei időtállónak bizonyultak. Székelyné Solymos Bea, korának közismert nőmagazin-szerkesztője a magyar irodalom női úttörői közé sorolja, és Wesselényi Polixénával, Lemouton Emíliával említi együtt, Frankenburg Adolf lapszerkesztő sem mulasztotta el megemlíteni, a korai magyar nyelvű irodalomról szóló írásaiban.
Másfelől Bánhegyi Jób szerzetes, irodalomtörténész művében feledésbe merült jellegtelen líraként jellemezte Anda Róza munkáit. Kétségtelen továbbá az is, hogy dokumentálható írói munkássága mindössze egy esztendőn át tartott, a Honderű 1843-as elindulásától 1844-ben bekövetkezett haláláig.